# Język karoliński
Język karoliński – język austronezyjski używany w Marianach Północnych. Spis ludności z 2000 roku oszacował, iż liczba osób posługująca się tym językiem wynosi ok. 2,5 tys. osób. Karoliński alfabet składa się z 31 liter.